# Asura catameces
Asura catameces är en fjärilsart som beskrevs av Turner 1940. Asura catameces ingår i släktet Asura och familjen björnspinnare. Inga underarter finns listade i Catalogue of Life.